# Pando (Uruguai)

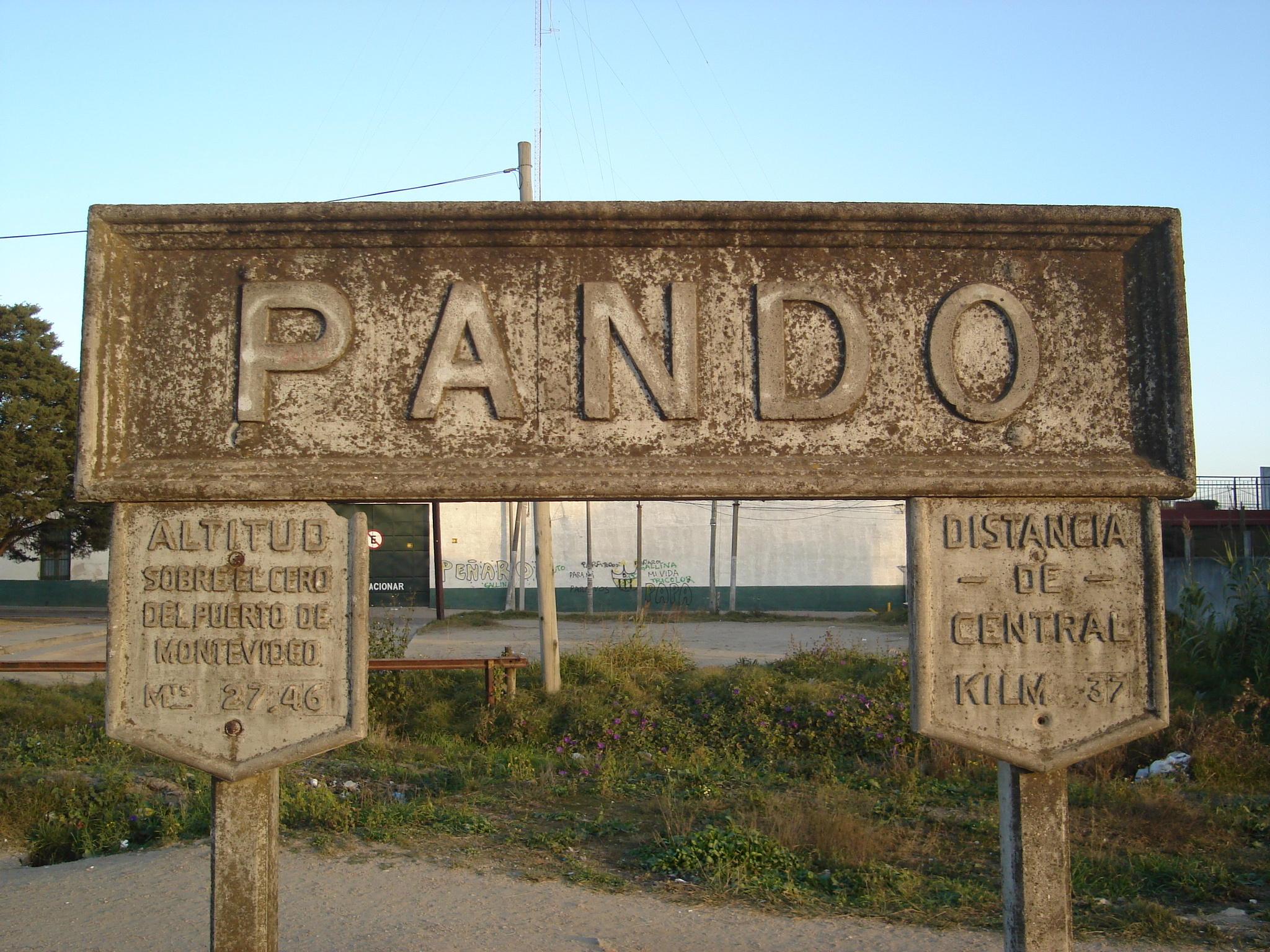

Pando é uma cidade do Uruguai, localizada no departamento de Canelones. Está situada dentro da Zona metropolitana de Montevidéu, estando apenas 38 km da  capital uruguaia. Possui cerca de 26 mil habitantes.